# Політична економія
Політи́чна еконо́мія, політеконо́мія — галузь суспільної науки, яка вивчає взаємозв'язки між людьми та суспільством, а також між ринками та державою, використовуючи різноманітний набір інструментів та методів, переважно з економіки, політології та соціології. Вивчає всю систему економічних відносин, їхню єдність і взаємодії з обмеженими продуктивними силами та політичними, ідеологічними та соціальними інститутами суспільства. Вона показує, як люди і суспільство мають здійснювати кінцевий вибір рідкісних ресурсів, як найкраще виробляти різні товари та послуги й обмінювати їх з метою максимального задоволення потреб людини.
1615 рік — французький економіст Антуан де Монкретьєн запроваджує термін «політична економія» (грец. politicos + oiconomia — мистецтво державного управління господарством). У сучасній науці широко дискутуються питання щодо співвідношення таких понять, як політична економія, економічна теорія, аналітична економіка, економікс.
Предметом політичної економії є вивчення виробничих відносин між державою, підприємствами, населенням.
Об'єктом вивчення є суспільне виробництво економічних відносин та ведення економіки.

## Етимологія
Термін політична економія походить від грец. polis, що означає «місто» або «держава», і грец. oikonomos, що означає «той, хто керує домашнім господарством або маєтком». Таким чином, політичну економію можна розуміти як вивчення того, як країна — домашнє господарство — керується або управляється з урахуванням як політичних, так і економічних факторів.

## Історія розвитку
Політична економія є дуже старим предметом інтелектуального дослідження, але порівняно молода навчальна дисципліна. Аналіз політичної економії (з точки зору природи державних і ринкових відносин), як в практичному плані, так і в моральній філософії, простежується як у грецьких філософів, таких як Платон і Арістотель, так і схоластів Середньовіччя й тих, хто пропагував філософію, засновану на природному праві.
Чи не найважливішою подією для розвитку політичної економії стало поширення в XVI-XVIII століттях меркантилістичної школи, яка закликала до сильної ролі держави в економічному регулюванні. Теоретично меркантилізм уособлює праця шотландського економіста сера Джеймса Стюарта (англ. Sir James Steuart) «Дослідження принципів політичної економії» (англ. Inquiry into the Principles of Political Economy, 1767), що вважається першою систематизованою роботою англійською мовою про економіку та політику. Рішення та політики, які приймав у Франції Жан-Батіст Колберт (1619–1683), генеральний контролер короля Луї XIV, уособлюють меркантилізм на практиці.
Політична економія виникла як окрема сфера вивчення в середині XVIII століття, значною мірою як реакція на меркантилізм. Шотландські філософи Адам Сміт (1723–1790) та Девід Г'юм (1711–1776) та французький економіст Франсуа Кене (1694—1774) підійшли до цього дослідження систематично, а не фрагментарно. Вони застосували секулярний підхід, відмовившись пояснювати розподіл багатства та влади з точки зору волі Бога, а натомість апелювали до політичних, економічних, технологічних, природних та соціальних факторів та складних взаємодій між ними. Дійсно, знакова робота Сміта — Дослідження про природу і причини багатства народів (1776), яка забезпечила першу всеосяжну систему політичної економії — передає у своїй назві широкий спектр раннього політичного економічного аналізу. Хоча саме поле було новим, деякі ідеї та підходи, до яких він звертався, були вже давно відомі. На нього вплинули індивідуалістична орієнтація англійських філософів-політологів Томаса Гоббса (1588—1679) та Джона Лока (1632—1704), «Реальна політика» італійського політичного теоретика Ніколо Макіавеллі (1469—1527) та індуктивний метод наукових міркувань, введений англійським філософом Френсісом Беконом (1561—1626).
У XIX столітті англійський політичний економіст Давид Рікардо (1772—1823) ще більше розвинув ідеї Сміта. Він розробив концепцію порівняльної переваги, яка передбачала, що держави повинні виробляти та експортувати лише ті товари, які вони можуть виробляти за меншими витратами, ніж інші країни, та імпортувати товари, які інші країни можуть виробляти ефективніше. Ця його робота вихваляла переваги вільної торгівлі і відіграла важливу роль у підриві британського меркантилізму. Приблизно в той же час утилітаризм Джеремі Бентама (1748—1832), Джеймса Мілля (1773—1836) та сина Мілла Джона Стюарта Мілля (1806–1873) об'єднав економічний аналіз із закликами до розширення демократії.
Позиція Сміта про індивідуально-орієнтований аналіз політичної економії все ж піддавалася критиці. Так, наприклад, німецько-американський економіст Фрідріх Ліст (1789—1846) розробив більш систематичний аналіз меркантилізму, який протиставляв його національну систему політичної економії тому, що він називав «космополітичною» системою Сміта, який розглядав питання так, ніби національних кордонів та інтересів не існувало. У середині XIX століття німецький філософ-матеріаліст, теоретик-суспільствознавець Карл Маркс (1818–1883) запропонував класовий аналіз політичної економії, кульмінацією чого став його трактат «Капітал», перший том якого був опублікований у 1867 році.
Холістичний (цілісний або всеохопний) підхід до вивчення політичної економії, що характеризує твори Сміта, Ліста, Маркса та інших, поступово затьмарився в кінці XIX століття групою більш вузько зосереджених та методологічно конвенціональних дисциплін, кожна з яких прагнула пролити світло на окремі елементи суспільства, неминуче шляхом більш широкого погляду на соціальну взаємодію. До 1890 року, коли англійський економіст-неокласик Альфред Маршалл (1842—1924) видав підручник «Принципи економіки» (англ. Principles of Economics, 1890), політичну економію як окрему академічну галузь фактично вже замінили в університетах окремими дисциплінами економіки, соціології, політології та міжнародних відносин. Маршалл чітко відокремив свій предмет — економіку чи економічну науку — від політичної економії, не явно привілейовуючи першу над останньою. Це відображало загальну академічну тенденцію до спеціалізації за методологічними принципами.
У другій половині XX століття, коли соціальні науки (особливо економіка, але й політологія теж) ставали все більш абстрактними, формальними та спеціалізованими як у фокусі, так і в методології, політична економія відроджувалася, щоб забезпечити більш широкі рамки для розуміння складних національних та міжнародних проблем і подій. Сфера політичної економії сьогодні охоплює декілька напрямків дослідження, включаючи політику економічних відносин, внутрішні політичні та економічні питання, порівняльне вивчення політичних та економічних систем та міжнародну політичну економію. Виникнення міжнародної політичної економії, спочатку в рамках міжнародних відносин, а згодом як окремої сфери дослідження, ознаменувало повернення політичної економії до її коренів — до цілісного дослідження індивідів, держав, ринків та суспільства.

## Економіка та політична економія
Відмінність між економікою та політичною економією можна проілюструвати різним трактуванням питань, пов'язаних з міжнародною торгівлею. Економічний аналіз тарифної політики, наприклад, фокусується на впливі тарифів на ефективне використання дефіцитних ресурсів у різних ринкових умовах, включаючи досконалу (чисту) конкуренцію (кілька дрібних постачальників), монополію (один постачальник), монопсонію (один покупець) та олігополію (декілька постачальників). Різні аналітичні рамки вивчають прямий вплив тарифів, а також вплив на економічний вибір на суміжних ринках. Така методологія, як правило, математична і базується на припущенні, що економічна поведінка актора є раціональною і спрямована на максимізацію користі для себе. Хоча нібито такий економічний аналіз має бути вільним від суб'єктивних переконань та упереджень, дуже часто він усе ж таки не явно виводить, що політика, яка максимізує вигоду, отриману економічним суб'єктом, також є пріоритетною з соціальної точки зору.
На відміну від чистого економічного аналізу тарифної політики, політичний економічний аналіз вивчає соціальний, політичний та економічний тиск та інтереси, які впливають на тарифну політику, і як ці тиски впливають на політичний процес, враховуючи низку соціальних пріоритетів, міжнародне переговорне середовище, стратегії розвитку та філософські перспективи. Зокрема, політичний економічний аналіз може враховувати, яким чином тарифи можуть бути використані як стратегія впливу на закономірність національного економічного зростання (неомеркантилізм) або як тарифи можуть вплинути на упередженості у світовій системі міжнародної торгівлі, що може сприяти розвинутим країнам на противагу країнам, що розвиваються (неомарксистський аналіз). Хоча політичній економії не вистачає суворого наукового методу та об'єктивної аналітичної бази, її широка перспектива дає глибше розуміння багатьох аспектів тарифної політики, які не мають суто економічного характеру.

## СРСР
У СРСР «марксистсько-ленінська політична економія» існувала як єдиний академічний фах, який отримували на економічних факультетах університетів і котрий вказувався в випускному дипломі. Іншого економічного фаху в університетах СРСР не було. Вища освіта з конкретної та прикладної економії давалася в інших вищих навчальних закладах, в першу чергу в інститутах народного господарства з 4-річним терміном навчання.
Марксистсько-ленінська політекономія як навчальна дисципліна складалася з «Політекономії капіталізму» та «Політекономії соціалізму». Якщо політекономія капіталізму (класична політекономія) ґрунтувалася на працях класиків марксизму та світової економічної теоретичної думки, то «політекономія соціалізму» переважно мала підґрунтям директивні документи КПРС та плани радянської держави по «Збудуванню соціалістичного суспільства».

## Нова політична економія
Нова політична економія (нова політекономія) — школа сучасної економічної теорії, що вивчає функціювання політичної системи і поведінку політиків і виборців. Для нової політекономії характерно активне використання методів і результатів нового інституціоналізму (теорії контрактів або теорії оптимальних механізмів (дизайн механізмів) для аналізу традиційних питань політології. Нова політекономія виходить з моделі, коли прийняття політичних рішень делегується особливій групі індивідів (тобто політикам).
Нова політична економія вважається результатом синтезу теорії суспільного вибору і макроекономіки.

## Інтернет-ресурси
- NBER (U.S.) «Political Economy» working-paper abstract links.
- VoxEU.org (Europe) «Politics and economics» article links.
- List, Friedrich. National System of Political Economy [Архівовано 2009-08-31 у Wayback Machine.]
- Carey, Henry C. Harmony of Interests — compares American and British systems[прояснити] of political economy
- International Political Economy at Jacobs University Bremen
- Global Political Economy at City University London
- Centre for Global Political Economy at the University of Sussex, UK
- O'Neil Center for Global Markets and Freedom at the SMU Cox School of Business Dallas, TX
- Institute for the study of Political Economy and Law (IPEL) at the International University College of Turin (IUC), Italy
- European Centre for International Political Economy
- Institute for Political Economy and Development (IPEAD)